# Maria Maggenti
Maria Maggenti, född 1962, är en amerikansk manusförfattare och filmregissör. Hon har regisserat två långfilmer och ett flertal kortfilmer, samt skrivit manus till bland annat flera avsnitt av Brottskod: Försvunnen.

## Filmografi (regi)
- 1995 – The Incredibly True Adventure of Two Girls in Love
- 2006 – Puccini for Beginners